# David Beatty
David Beatty, 1. hrabě Beatty (David Richard Beatty, 1st Earl Beatty, 1st Viscount Borodale, 1st Baron Beatty of the North Sea and of Brooksby) (17. ledna 1871, Nantwich, Cheshire, Anglie – 11. března 1936 Londýn, Anglie) byl britský admirál. U královského námořnictva sloužil od roku 1884 a v mládí se vyznamenal v několika válkách v koloniích. Jako ambiciózní a schopný důstojník prodělal rychlou kariéru a již v roce 1910 byl kontradmirálem. Za první světové války velel bitevní eskadře v Severním moři, kde se zúčastnil několika zásadních střetnutí (bitva u Jutska, 1916). V letech 1916–1918 byl již jako admirál vrchním velitelem Grand Fleet a udržoval britskou převahu v Severním moři. Po válce dosáhl nejvyšší možné hodnosti velkoadmirála a s titulem hraběte se stal členem Sněmovny lordů. Svou aktivní kariéru završil ve funkci prvního námořního lorda (1919–1927).

## Životopis

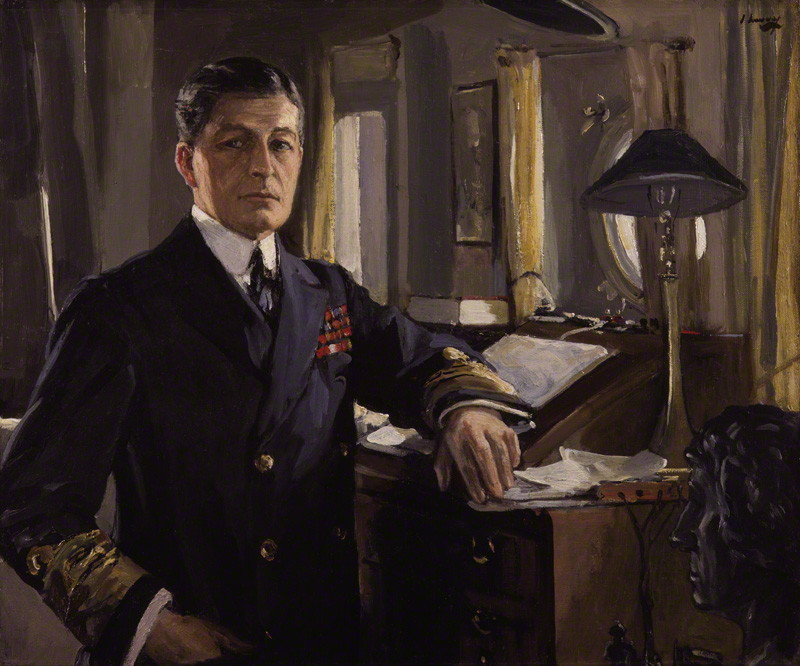
Viceadmirál Sir David Beatty (1917, Národní portrétní galerie v Londýně)

Pocházel z anglicko-irské rodiny, která vlastnila menší statky v Cheshire a irském Wexfordu. Narodil se jako druhorozený syn armádního důstojníka, kapitána Davida Longfielda Beattyho (1841–1904). V roce 1884 vstoupil do Royal Navy jako kadet a vzdělával se na cvičné lodi HMS Britannia. V roce 1886 nastoupil aktivní službu u břehů Číny (China Station), po intervenci matky u vlivných přátel (Charles Beresford) byl ale převelen do Středozemního moře, kde se jako podřízený vévody z Edinburghu sblížil s členy královské rodiny. Mezitím si doplnil vzdělání na Royal Naval Academy v Greenwichi. V roce 1892 byl povýšen na poručíka a poté proslul během Mahdího povstání, kdy na dělovém člunu pronikl po Nilu nejhlouběji do vnitrozemí Súdánu. Za to obdržel Řád za vynikající službu (1896), následně dosáhl hodnosti komandéra (1898). Poté vynikl pod velením admirála Seymoura během kombinovaných akcí námořnictva a armády za boxerského povstání v Číně, kde byl zraněn. V roce 1900 byl povýšen na kapitána (byl tehdy nejmladším kapitánem Royal Navy). Poté sloužil ve Středozemním moři a pracoval na zvýšení efektivity dělostřelectva. V letech 1906–1908 byl námořním poradcem armádní rady (Naval Advisor to the Army Council) a v letech 1908–1910 zastával funkci námořního pobočníka krále Eduarda VII. V roce 1910 byl povýšen na kontradmirála (opět byl v té době nejmladším nositelem této hodnosti u námořnictva). Pak byl povolán na admiralitu a v letech 1911–1913 byl tajemníkem prvního lorda admirality Winstona Churchilla, s nímž úzce spolupracoval.

### První světová válka

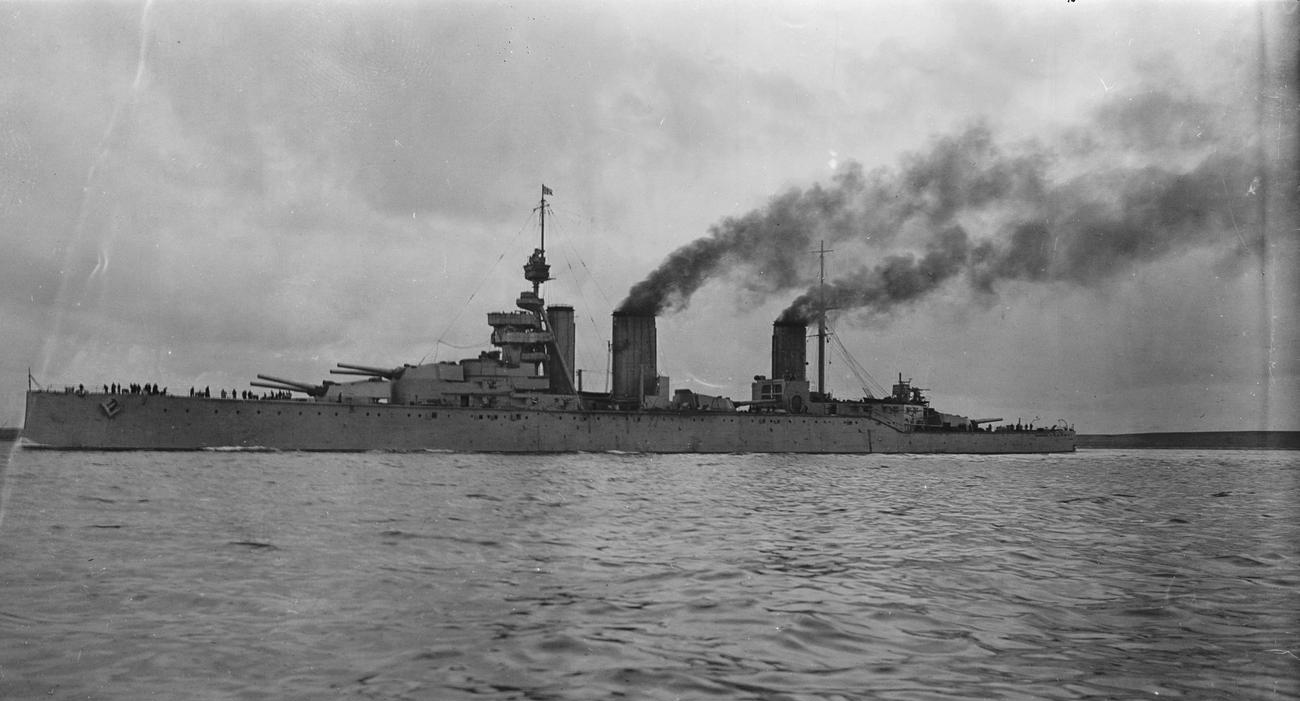
Bitevní křižník HMS Lion, vlajková loď admirála Beattyho za první světové války v Severním moři

Ještě před první světovou válkou byl na návrh Winstona Churchilla na jaře 1913 jmenován velitelem 1. eskadry bitevních křižníků, jeho vlajkovou lodí se stal bitevní křižník HMS Lion. Hned na počátku války velel ve vítězné bitvě u Helgolandské zátoky, načež obdržel rytířský kříž Řádu lázně (1914) s nárokem na šlechtický titul Sir. V roce 1915 obdržel hodnost viceadmirála a velel v další vítězné bitvě u Dogger Banku (1915). Na své vlajkové lodi HMS Lion byl zástupcem Johna Jellicoa v nerozhodné bitvě u Jutska (1916); Beattyho účast v tomto největším námořním střetnutí první světové války byla později podrobeno kritice. Za zásluhy nicméně obdržel velkokříž Řádu lázně (1916) a velkokříž Viktoriina řádu (1917). V roce 1916 byl povýšen na admirála a namísto Jellicoa převzal vrchní velení Grand Fleet (1916-1918). Pod jeho velením si britské námořnictvo udrželo do konce války nadvládu v Severní moři, a to i přes nepříliš úspěšnou druhou bitvu u Helgolandské zátoky (1917). Jeho vlajkovou lodí byl v letech 1916–1917 křižník HMS Iron Duke, od února 1917 až do dubna 1919 velel na lodi HMS Queen Elizabeth. Na konci války v listopadu 1918 přijal kapitulaci německého námořnictva.

### První námořní lord

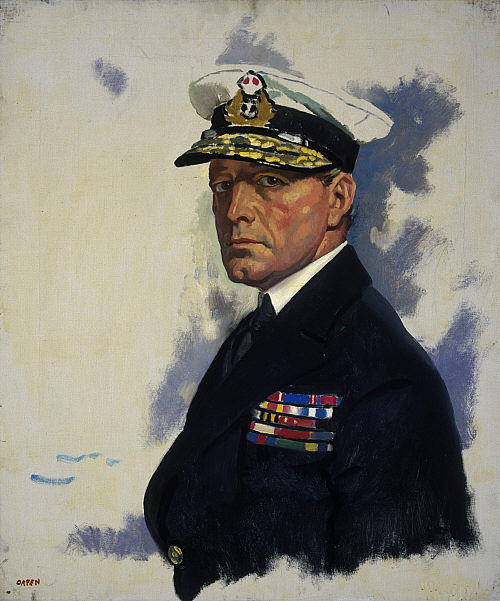
Portrét z roku 1919 (sbírky Skotské národní galerie)

Po první světové válce bylo loďstvo Grand Fleet rozpuštěno (1918), Beatty byl v roce 1919 povýšen na hraběte a stal se členem Sněmovny lordů, od parlamentu obdržel také národní odměnu ve výši 100 000 liber. V roce 1919 získal také čestné občanství v Londýně a mimo jiné zastával v letech 1917–1920 čestnou funkci lorda-rektora univerzity v Edinburghu. V dubnu 1919 obdržel u námořnictva nejvyšší možnou hodnost velkoadmirála (Admiral of the Fleet). Měl za úkol podat svou zprávu o bitvě u Jutska, než ji však stačil sepsat, byl jmenován prvním námořním lordem (1919–1927) a zprávu přepracoval ve svůj vlastní prospěch, stejně tak cenzorsky zasahoval do případných dalších pojednání o této bitvě. Ve funkci prvního námořního lorda byl pak Beatty proti své vůli vmanévrován do pozice, která ve výsledku připravila Británii o nadvládu na moři (jednalo se o výsledek Washingtonské konference v roce 1922, která stanovila velikost loďstva USA, Británie a Japonska v poměru 5:5:3). Později po nástupu konzervativní vlády se dostal do sporu se svým dávným spolupracovníkem Winstonem Churchillem, který byl od roku 1924 ministrem financí a v době míru odmítal zvýšené náklady na námořní zbrojení. Na post prvního námořního lorda rezignoval v létě 1927 (během třísetleté historie této funkce ji vykonával nejdéle, necelých osm let). Poté žil v soukromí svých zakoupených zámků, příležitostně ale vystupoval ve Sněmovně lordů k tématům námořního zbrojení. Zemřel po dlouhé nemoci 12. března 1936 ve věku 65 let v Londýně a byl pohřben v katedrále sv. Pavla. Po druhé světové válce mu byla odhalena busta na Trafalgarském náměstí.
Kromě nejvyšších britských řádů získal za svou službu v první světové válce také řadu ocenění od zahraničních mocností. Již v roce 1898 za své aktivity v Súdánu obdržel turecký Řád Medžidie. Za první světové války se stal nositelem ruského Řádu sv. Jiří (1916) a japonského Řádu vycházejícího slunce (1917). Po válce obdržel Řád rumunské hvězdy (1919), řecký Řád Spasitele (1919), francouzský Válečný kříž (1919), americkou Medaili za vynikající služby (1919) a velkokříž francouzského Řádu čestné legie (1919).

## Rodina

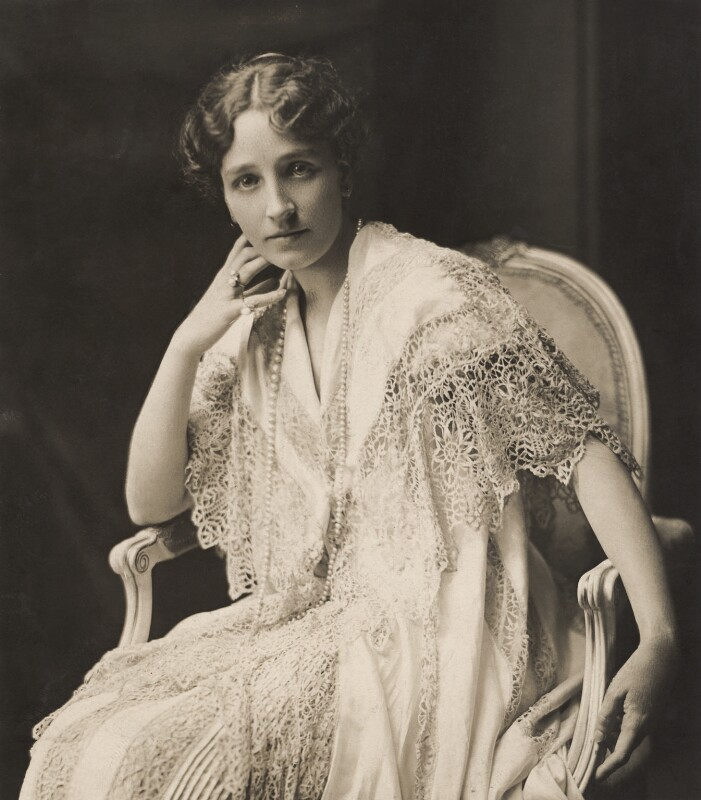
Lady Ethel Beatty, rozená Field (1915, fotografie ze sbírek Národní portrétní galerie v Londýně)

Admirál Beatty měl extrovertní, až agresivní povahu a od mládí měl problémy s disciplínou. Vzhledem k naprosté finanční nezávislosti získané sňatkem s milionářskou dědičkou se později choval značně povýšeně. V této souvislosti je známý jeho výrok, že pokud by byl v disciplinárním řízení připraven o bitevní loď, tak si koupí novou.
V roce 1901 se oženil s Ethel Fieldovou (1873–1932), dcerou bohatého amerického podnikatele Marshalla Fielda, zakladatele sítě obchodních domů Marshall Field and Company. Sňatku předcházely několikaleté námluvy a Ethelin rozvod s prvním manželem Arthurem Tree. Manželé věnovali vysoké částky na charitu a zakoupili také několik sídel v Anglii. V roce 1911 za 22 000 liber koupili starobylý zámek Brooksby Hall (Leicestershire), který dříve patřil vévodovi z Buckinghamu. Častěji ale pobývali na zámku Dingley Hall (Northamptonshire). Z jejich manželství se narodili dva synové. Starší David Beatty, 2. hrabě Beatty (1905–1972), sloužil krátce v Royal Navy, poté byl poslancem Dolní sněmovny a zastával nižší funkce ve vládě. Po otci zdědil v roce 1936 šlechtické tituly a vstoupil do Sněmovny lordů. Mladší syn Peter Randolph Beatty (1910–1949) se jako námořník zúčastnil druhé světové války.
David Beatty měl tři bratry, všichni sloužili v armádě. Nejstarší Charles Harold Beatty (1871–1915) a nejmladší Richard George Beatty (1881–1917) dosáhli hodnosti kapitána a oba zemřeli za první světové války.

## Války a bitvy
- Mahdího povstání
- Boxerské povstání
- První světová válka
  - První bitva u Helgolandské zátoky
  - Bitva u Dogger Banku
  - Bitva u Jutska